# Franquevielle
Franquevielle település Franciaországban, Haute-Garonne megyében. Lakosainak száma 328 fő (2022. január 1.). Franquevielle Cuguron, Loudet, Sédeilhac, Les Tourreilles, Villeneuve-Lécussan és Ponlat-Taillebourg községekkel határos.

## Népesség
A település népességének változása:
| Lakosok száma | 403  | 379  | 349  | 350  | 339  | 333  | 332  | 327  | 331  | 328  |
|               | 1968 | 1982 | 1990 | 2006 | 2013 | 2015 | 2017 | 2019 | 2020 | 2022 |